# Troye Sivan
Troye Sivan Mellet (ur. 5 czerwca 1995 w Johannesburgu) – australijski piosenkarz, autor tekstów i aktor pochodzenia południowoafrykańsko-żydowskiego.

## Życiorys

### Rodzina i edukacja
Urodził się w Johannesburgu w Południowej Afryce w rodzinie reprezentującej białą mniejszość żydowską. Jego matka jest wyznawczynią judaizmu. W 1997, z powodu narastającej po upadku apartheidu przestępczości w RPA, rodzina przeniosła się do Perth w Australii. Ma trójkę rodzeństwa: siostrę Sage oraz braci Steele’a i Tyde’a.
Uczęszczał do Carmel School, prywatnej neoortodoksyjnej syjonistycznej szkoły żydowskiej w Perth. Na początku 2009 rozpoczął naukę na odległość.

### Kariera
Zaczął naukę śpiewania w wieku dziewięciu lat. W 2006 rozpoczął karierę muzyczną występem na corocznym telethonie organizowanym przez Channel Seven Perth. Podczas pierwszego dnia koncertowego zaśpiewał piosenkę „Over the Rainbow”, zaś wykonanie to obejrzał m.in. Guy Sebastian, zwycięzca pierwszej edycji programu Australian Idol, który zaproponował mu wspólny występ. Następnego dnia duet zaśpiewał na telethonie utwór „Angels Brought Me Here” będący pierwszym singlem Sebastiana po jego wygranej w Australian Idol.
W 2007 dotarł do ścisłego finału konkursu StarSearch, wydał swoją debiutancką EP-kę pt. Dare to Dream i rozpoczął karierę aktorską, wcielając się w tytułową postać spektaklu Oliver! będącego inscenizacją powieści Oliver Twist wystawianą w Regal Theatre. W lutym 2008 otrzymał rolę Ace’a w krótkometrażowym filmie pt. Betrand the Terrible, a także rolę młodego Jamesa Howletta w filmie X-Men Geneza: Wolverine. Trzynastoletni wówczas aktor wziął udział w przesłuchaniach do filmu z polecenia jednego z hollywoodzkich agentów, który obejrzał jego występ na telethonie.
W lutym 2010 wziął udział w nagraniu youtube’owej wersji charytatywnego singla „We Are the World 25 for Haiti”. Dochód z rozpowszechniania teledysku został przekazany ofiarom trzęsienia ziemi na Haiti. Od początku marca do połowy kwietnia tego samego roku brał udział w nagraniach filmu pt. Spud będącego filmową adaptacją wydanej w 2005 noweli południowoafrykańskiego pisarza Johna van de Ruita o tym samym tytule. Zagrał w nim główną rolę Johna Miltona, za którą otrzymał nominację do Południowo-Afrykańskiej Nagrody Filmowej i Telewizyjnej (ang. South African Film and Television Awards) w kategorii „Najlepszy aktor pierwszoplanowy w filmie”. W czerwcu 2012 wrócił do RPA, gdzie nakręcił drugą część filmu zatytułowaną Spud 2: The Madness Continues (2013). We wrześniu tego samego roku rozpoczął prowadzenie wideobloga w serwisie YouTube, który do lipca 2020 zasubskrybowało ponad 7 mln internautów, co daje mu dziewiąte miejsce w rankingu najbardziej obserwowanych kanałów w Australii. 

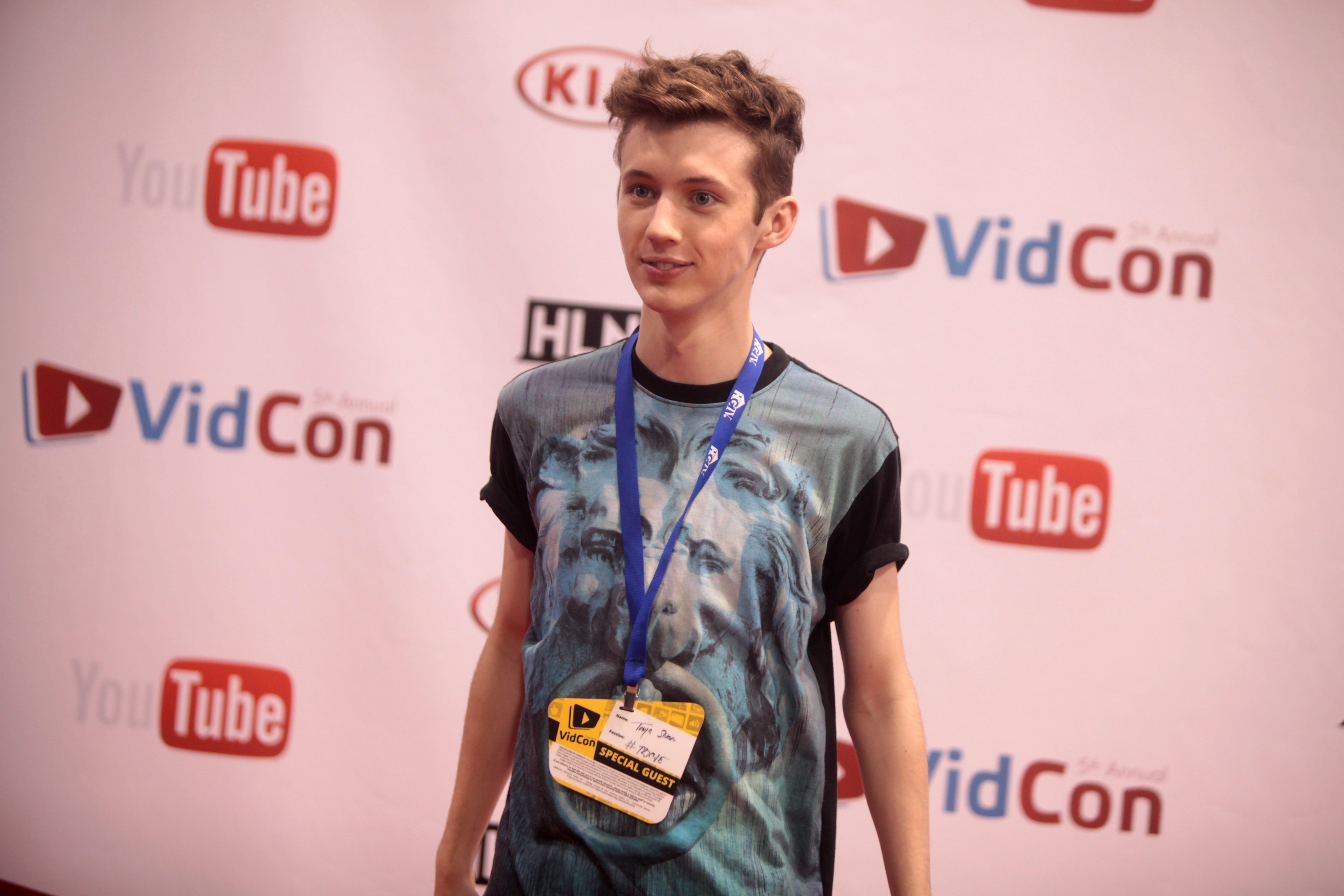
Sivan podczas wideo-konferencji internetowej VidCon w Centrum Kongresowym w Anaheim (2014)

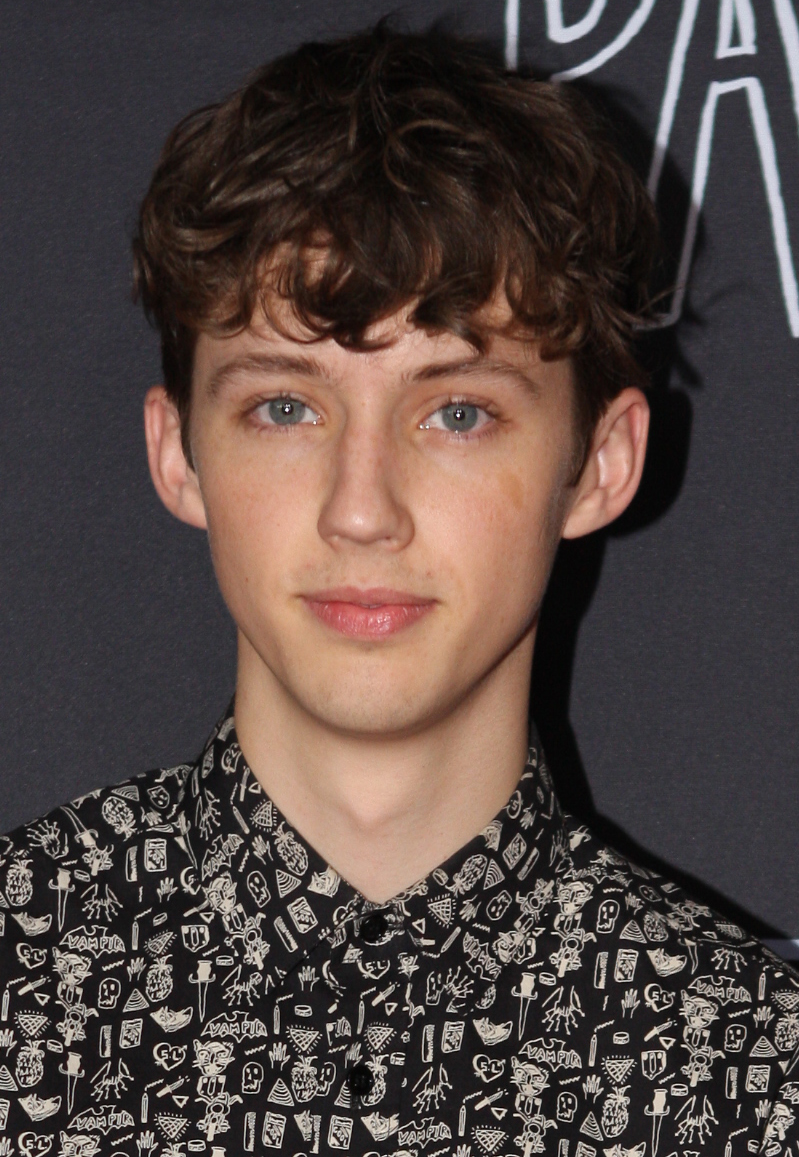
Sivan (2015)

Na początku czerwca 2013 podpisał kontrakt płytowy z wytwórnią EMI Music Australia, pod której szyldem wydał 15 sierpnia 2014 EP-kę pt. TRXYE. Z wydawnictwem w dniu premiery zadebiutował na pierwszym miejscu listy najczęściej kupowanych płyt w serwisie iTunes w ponad 55 krajach na świecie, a tydzień po wydaniu – zadebiutował na piątym miejscu notowania Billboard 200. Z promującym EP-kę singlem „Happy Little Pill” dotarł do 10. miejsca na liście przebojów w Australii, gdzie uzyskał status złotej płyty za sprzedaż w ponad 35 tys. egzemplarzy. Również w 2014 zdobył statuetkę Teen Choice Awards w kategorii współpraca w sieci za wideo nagrane z Tylerem Oakleyem.
Na początku września 2015 wydał minialbum pt. Wild. Na przełomie września i października opublikował wideo-trylogię składającą się z teledysków do trzech piosenek – „Wild”, „Fools” i „Talk Me Down”. Utworami zapowiedział swój debiutancki album długogrający pt. Blue Neighbourhood, który wydał 4 grudnia. Jeszcze przed premierą płyty, w połowie października wyruszył w trasę promocyjną pod hasłem Troye Sivan Live, w ramach której wystąpił w Stanach Zjednoczonych oraz w kilku krajach Europy.
W listopadzie 2018 pojawił się gościnnie w teledysku do piosenki Ariany Grande „Thank U, Next”.

### Życie prywatne
7 sierpnia 2010 ujawnił się rodzinie jako gej. Dokładnie trzy lata później, za pośrednictwem swojego kanału w serwisie YouTube, powiedział o tym publicznie. Był w związku z modelem Jacobem Bixenmanem do lipca 2020.

## Dyskografia

### Albumy studyjne
- Blue Neighbourhood (2015)
- Bloom (2018)[34]
- Something to Give Each Other (2023) – złota płyta w Polsce[35]

### Minialbumy (EP)
- Dare to Dream (2007)[36]
- June Haverly (2012)[37]
- TRXYE (2014)[38]
- Wild (2015)[39]
- In a Dream (2020)[40]

### Single
- 2013 – „The Fault in Our Stars”
- 2014 – „Happy Little Pill”
- 2015 – „Papercut” (feat. Zedd)
- 2015 – „Wild”
- 2015 – „Fools”
- 2015 – „Talk Me Down”
- 2016 – „Youth"
- 2017 – „There For You” (oraz Martin Garrix) – złota płyta w Polsce[41]
- 2018 – „My My My!”[34] – złota płyta w Polsce[42]
- 2018 – „The Good Side”[34]
- 2018 – „Bloom”[34]
- 2018 – „Dance to This” (gośc. Ariana Grande)[43] – złota płyta w Polsce[42]
- 2018 – „Animal”[43]
- 2018 – „1999” (feat. Charli XCX)[44]
- 2020 – „Easy”
- 2021 – „You” (oraz Regard, Tate McRae)[45] – złota płyta w Polsce[46]
- 2021 – „Angel Baby”[47]
- 2023 – „Rush” – platynowa płyta w Polsce[48]
- 2023 –  „Got Me Started” – złota płyta w Polsce[35]
- 2023 –  „One of Your Girls” – złota płyta w Polsce[35]

## Filmografia

### Film
- 2009: X-Men Geneza: Wolverine jako młody James Howlett
- 2010: Betrand the Terrible jako Ace
- 2010: Spud jako John „Spud” Milton
- 2013: Spud 2: The Madness Continues jako John „Spud” Milton
- 2014: Spud 3: Learning to Fly jako John „Spud” Milton
- 2018: Wymazać siebie jako Gary
- 2022: Three Months jako Caleb[49]
- 2023: The idol jako Xander

### Telewizja
- 2006–08: Perth Telethon – „opening act” koncertu
- 2007: Star Search – finalista programu

### Teatr
- 2007: Oliver! (Regal Theatre) jako Oliver Twist
- 2010: Waiting for Godot (His Majesty’s Theatre) jako chłopak